# Aleksander Rybczyński
Aleksander Rybczyński (ur. 1955 w Siemianowicach Śląskich) – polski poeta, laureat Nagrody im. Kazimiery Iłłakowiczówny.

## Życiorys
Ukończył studia z zakresu historii sztuki na Uniwersytecie Jagiellońskim w 1980 roku. W 1982 roku opublikował debiutancki tom poezji Jeszcze żyjemy w Wydawnictwie Literackm, otrzymał za niego Nagrodę im. Kazimiery Iłłakowiczówny. Utrzymywał się z wykonywania różnych pozaartystycznych zawodów. W latach 1993–2000 redagował „List Oceaniczny”, dodatek literacki do „Gazety”, dziennika Polonii w Kanadzie. Poza tworzeniem poezji pisze również krótkie teksty prozatorskie i publicystyczne. Jego aktywności obejmują także krytykę artystyczną, dziennikarstwo, film, fotografię, pracę wydawniczą i redaktorską. Tłumaczył poezję anglojęzyczną i japońską. Należy do Stowarzyszenia Pisarzy Polskich od 1986 roku. Wiele podróżował, przebywał m.in. w Danii. Od 1991 roku mieszka w Toronto.

## Nagrody
- 1979 – nagroda „Nowego Wyrazu” za niepublikowany zbiór wierszy[2]
- 1983 – Nagroda im. Kazimiery Iłłakowiczówny za tom Jeszcze żyjemy[7][8]
- 2000 – nagroda Fundacji Władysława i Nelly Turzańskich[2][3]

## Twórczość
Jego wiersze to m.in. liryka osobista, pojawia się w niej m.in. pozbawiony nostalgii topos podróży.
Aleksander Rybczyński wydał ponad 10 tomów poetyckich:
- Jeszcze żyjemy, Wydawnictwo Literackie, Kraków 1982[6][2]
- Przejście dla pieszych, Wydawnictwo Poznańskie, Poznań 1986[6][2]
- Naprzeciw Atlantyku, Libertas, Kraków 1986[6][2]
- Podróż dookoła świata: poemat (wydanie bibliofilskie), Kraków 1987[6][2]
- Zmiany miejsca, Towarzystwo Zachęty Kultury, Katowice 1993[6][2]
- Zmiany czasu, Polski Fundusz Wydawniczy w Kanadzie, Toronto 1993[6][2]
- Znaki na niebie, Toronto Center for Contemporary Art, Toronto 1995[6]
- Strony świata. Wiersze z lat 1987–1998, Fundacja Nowosielskich, Kraków 1998[6][2]
- Czułe miejsca, Mordellus Press, Berlin 1998[6][2]
- Światłoczułość, Polski Fundusz Wydawniczy w Kanadzie, Wydawnictwo Naukowe i Artystyczne GNOME, Toronto – Katowice 2003[6]
- Jaskółka, Polski Fundusz Wydawniczy w Kanadzie, Stowarzyszenie Literacko – Artystyczne „Fraza”, Toronto – Rzeszów 2004[6][2]
- Kaligrafia w ciemności, Polski Fundusz Wydawniczy w Kanadzie, Oficyna FJ, Toronto – Poznań 2009[6][2]
- Powrót, Mordellus Press, Berlin – Toronto 2010 (wydano 30 numerowanych egzemplarzy)[10]
- Pozostało nam krzyczeć, Oficyna FJ, Toronto 2012[11] (dołączono płytę DVD z recytacjami autora[3])
- Ukrzyżowani uskrzydleni = The crucified winged ones (wydanie dwujęzyczne), Oficyna FJ, Toronto 2013[12]
- Polska wyklęta, Wydawnictwo „Arcana”, Kraków 2013[13]
- Insurekcja smoleńska, Oficyna FJ, Toronto – Kraków 2014[14]

Wiersze Aleksandra Rybczyńskiego znalazły się także w Antologii poezji polskiej na obczyźnie 1939 1999... Wybrane wiersze Aleksandra Rybczyńskiego przełożył na język angielski poeta Andrzej Busza, ukazały się około 2009 roku w druku bibliofilskim Places of passage.
Napisał ponadto tekst to ilustrowanej książki o Polsce Poland. Yesterday, today, tomorrow, wydanej w 1999 roku w Kanadzie. W 2005 roku ukazała się Książeczka dla dzieci Aleksandra Rybczyńskiego w nakładzie 30 egzemplarzy’.